# دانيال هرنانديز تريجو
دانيال هرنانديز تريجو (بالإسبانية: Daniel Hernández Trejo)‏ (16 فبراير 1994 في المكسيك - ) هو لاعب كرة قدم مكسيكي في مركز الهجوم. لعب مع نادي أطلس.

## وصلات خارجية
- دانيال هرنانديز تريجو على موقع الاتحاد الدولي (مؤرشف)  (الإنجليزية)
- دانيال هرنانديز تريجو على موقع قاعدة بيانات كرة القدم.إي يو (الإنجليزية)
- دانيال هرنانديز تريجو على موقع Soccerway.com (الإنجليزية)
- دانيال هرنانديز تريجو على موقع AS.com (الإسبانية)